# 安藤なつみ
安藤 なつみ（あんどう なつみ、1月27日 - ）は、日本の漫画家。

## 来歴
1994年、第19回なかよし新人まんが賞において「いじっぱりなシンデレラ」で「入選」を受賞。同作品が『なかぞう』（講談社）1995年夏休み号に掲載されデビューした。デビュー時のペンネームは「あすかきょう」であり、その後「安藤なつ」から「安藤なつみ」に改名している。
2006年、『キッチンのお姫さま』で平成18年度（第30回）講談社漫画賞児童部門を受賞。その後も雑誌を変えつつ講談社で活動。

## 作品リスト

### 連載
- 貯めてみせまショウ!（全1巻、『るんるん』1996年11月号 - 1997年5月号、全1巻）
- 花丸忍法帳（『るんるん』1997年9月号 - 1998年1月号）
- ツイてるね聖ちゃん（『なかよし』1998年4月号 - 1998年8月号、番外編:1998年『なかよし増刊はるやすみランド』、1998年11月号、全1巻）
- スマイルでいこう（『なかよし』1999年2月号 - 1999年12月号、番外編:なかよし2000年 2月号、全2巻）
- マリアっぽいの!（『なかよし』2000年4月号 - 2001年3月号、全2巻）
- 十二宮でつかまえて（『なかよし』2001年4月号 - 2003年1月号、番外編:『なかよし2002年8月号増刊なつやすみランド』、全4巻）
- ワイルドだもん♥（『なかよし』2003年4月号 - 2004年5月号、全3巻）
- キッチンのお姫さま（原作：小林深雪、『なかよし』2004年9月号 - 2008年9月号、全10巻）
- ARISA（『なかよし』2009年2月号 - 2012年9月号、全12巻）
- ワルツのお時間（『なかよし』2013年2月号 - 2014年2月号）
- 〜Tea With Memory〜シリーズ
  - ゴールデンドロップ（『BE・LOVE』2014年12号）
  - 父のフレーバー（『BE・LOVE』2014年15号）
- ハイジと山男（『BE・LOVE』2015年2号 - 18号、全3巻）
- 私たちはどうかしている（『BE・LOVE』2016年24号 - 2021年9月号、全19巻）
  - 私たちはどうかしている 新婚編（『BE・LOVE』2022年1月号[2] - 2023年3月号[3]）
  - 私たちはどうかしている 妻恋い（『BE・LOVE』2024年8月号[4] - 、既刊2巻）

### 読み切り
- いじっぱりなシンデレラ（『なかぞう』1995年春休み）
- きみにエールを送ろう（『なかぞう』1995年クリスマス）
- 時を経ても変わらないもの（『なかぞう』1996年夏休み）
- 夏のおくりもの（『るんるん』1996年9月号）
- わたしのデビュー道（『なかよし1997年8月号増刊 なつやすみランド』）
- 無敵のヒロイン（『なかよし』1997年9月号）
- みんなでヒロインをめざせ!（『なかよし1998年8月号増刊 なつやすみランド』）
- プレイしたよ!「グラニュー島! 大冒険」（『なかよし1998年12月号増刊Amie』）
- ほしいのはスマイル!（『なかよし1999年1月号増刊 ふゆやすみランド』）
- ホーンテッド・マンションは今夜もフィーバー（『なかよし』2003年11月号）